# Diaspananthus uniflorus
Diaspananthus es un género monotípico  de hierba perennifolia perteneciente a la familia de las Asteraceae. Su única especie:  Diaspananthus uniflorus es originaria de Japón en Honshu.

## Descripción
Es una planta perenne que alcanza un tamaño de 40-100 cm de altura. Las hojas miden 6-14 cm de longitud y produce flores de color rojo.

## Taxonomía
Urmenetea atacamensis fue descrita por (Sch.Bip.) Kitam. y publicado en J. Jap. Bot. 14: 298 (1938) 298 1938.
Sinonimia
- Ainsliaea uniflora Sch.Bip.
- Diaspananthus palmatus Miq.	[3]